# Andy Goldsworthy
Andy Goldsworthy (Cheshire, 26 luglio 1956) è un artista e fotografo inglese.
Vive in Scozia e realizza sculture e opere di Land Art sia nella natura che negli spazi urbani. La sua arte viene realizzata con elementi naturali, oggetti trovati che compongono opere sia temporanee che permanenti, lavori nei quali emerge la natura stessa dell'ambiente nelle quali sono situate.

## Biografia
Figlio di F.Allin Goldsworthy (1929-2001), professore di matematica all'Università di Leeds, Andy Goldsworthy passò la sua giovinezza ed adolescenza ad Harrogate (periferia di Leeds, West Yorkshire) in una casa vicina alla zona agricola della città. Fin dall'età di 13 anni lavorò nelle fattorie come fattore e come aiutante. Gli piaceva il lavoro ripetitivo che si svolgeva in fattoria, infatti affermava divertito "Il mio lavoro mi ricorda la raccolta delle patate, devi trovare il giusto ritmo per farlo!"
Studiò Fine art al Bradford College of Art (1974-1975) e al Preston Polytechnic (1975-1978) (ora University of Central Lancashire) a Preston dove prese il suo diploma.
Finito il college, Goldsworthy visse in Yorkshire, Lancashire e Cumbria. Nel 1985 si trasferì a Langholm, nel Dumfriesshire (Dumfries and Galloway, Scozia), ed un anno dopo a Penpont. Ha detto che questa sua deriva verso il nord dell'Inghilterra fu dovuta a una "Vita della quale non avevo un completo controllo" ma elementi importanti di questo spostarsi furono anche dettati dalle opportunità e da motivi economici.
Nel 1993 ricevette un diploma onorario dalla Università di Bradford. È attualmente un A.D. White professor alla Cornell University.
Nel 2001 venne realizzato un documentario su di lui da Tomas Riedelsheimer, dal titolo "Rivers and Tides".

## Stile
I materiali utilizzati da Andy Goldsworthy includono spesso fiori dai colori sgargianti, foglie, fango, e tutti i vari elementi naturali che riesce a raccogliere nell'ambiente dove realizza l'opera.
Spesso afferma "Penso ci voglia un bel coraggio a lavorare con i fiori e le foglie e i petali stessi, ma devo; non posso scegliere i materiali da usare, devo rassegnarmi a lavorare insieme alla natura"
Considerato uno tra i pionieri del rock balancing (movimento che si esprime con virtuosi assemblaggi di pietre) contemporaneo, Goldsworthy, per la natura effimera del suo lavoro opera a mani nude o con i denti e quegli strumenti di fortuna messi a disposizione dal caso. Anche se per le sue opere permanenti come "Roof", "Stone River", "Three Cairns", "Moonlit Path" (Petworth, West Sussex, 2002) e "Chalk Stones" che si trova a South Downs, vicino a West Dean, West Sussex ha dovuto avvalersi di strumenti meccanici.
Per realizzare "Roof" (tetto) Goldsworthy ha lavorato con cinque tagliatori di pietra inglesi, specializzati nella costruzione di muri a secco, in modo da realizzare strutture capaci di resistere al tempo e alle intemperie.
La fotografia gioca un ruolo cruciale nelle opere di Andy Goldsworthy, visto che il suo lavoro è spesso fragile e transizionale: Ogni lavoro passa da una fase di sviluppo a quella di maturità per poi decadere. La fotografia allora raccoglie il punto di massima maturità dell'opera che si esprime proprio attraverso l'immagine. Successivamente l'opera incontra la sua decadenza, processo di per sé implicito.
Goldsworthy ha realizzato varie commissioni come l'ingresso del San Francisco De Young Museum con l'opera "Drawn Stone", influenzata dai frequenti terremoti della zona. La sua installazione è composta da una enorme crepa nel pavimento che si dirada in fratture più piccole e in blocchi di calcare che possono essere anche utilizzati come panche.
Le spaccature più piccole sono state realizzate da colpi di martello, così come la materia si è involontariamente spezzata.